# Диплатинагерманий
Диплатинагерманий — бинарное неорганическое соединение, интерметаллид
платины и германия
с формулой GePt2,
кристаллы.

## Получение
- Сплавление стехиометрических количеств чистых веществ:

{\displaystyle {\mathsf {2Pt+Ge\ {\xrightarrow {804^{o}C}}\ GePt_{2}}}}

## Физические свойства
Диплатинагерманий образует кристаллы
гексагональной сингонии,
пространственная группа P 62m,
параметры ячейки a = 0,668 нм, c = 0,353 нм, Z = 3,
структура типа фосфида железа Fe2P
.
Соединение конгруэнтно плавится при температуре 804 °C
или образуется по перитектической реакции при температуре 795 °C.